# Jakob Trum
Jakob Trum (* 20. Oktober 1904 in Koblenz; † 18. September 1987) war ein deutscher Bierbrauer.

## Leben
Trum verließ das Kaiserin-Augusta-Gymnasium in Koblenz mit der mittleren Reife, besuchte danach eine höhere Handelsschule und machte die Lehre zum Kaufmann, die er in einem Koblenzer Industriebetrieb erfolgreich abschloss. 1924 stieg er dort als Buchhalter und Außendienstmitarbeiter ein, 1927 wurde er Vertreter der Firma in Bamberg. Dort machte er später die Lehre zum Brauer und Mälzer in der Brauerei Heller-Schlenkerla, dazu besuchte er die Brauerfachschule Doemens und legte die Meisterprüfung ab. 1931 heiratete er die Tochter des Brauereihauses, fünf Jahre später wurde er Mitinhaber, später übernahm er die Brauerei vollständig. 1936 wurde er zum Obermeister der Brauer- und Mälzerinnung Bamberg und Umgebung ernannt. Nachdem er ab 1948 dem Vorstand angehörte, war er von 1956 bis zu seinem Rücktritt 1964 Vizepräsident der Handwerkskammer für Oberfranken und parallel dazu auch Vizepräsident des Landesverbandes Bayerischer Mittel- und Kleinbrauereien. Von 1958 bis 1964 gehörte er dem Bayerischen Senat an.

## Auszeichnungen
- 1979: Bayerischer Bierorden